# 一宮市立浅井北小学校
一宮市立浅井北小学校（いちのみやしりつ あざいきたしょうがっこう）は、愛知県一宮市にある公立小学校。

## 沿革
- 1873年（明治6年） - 葉栗郡尾関村に六合義校として開校。
- 1876年（明治9年） - 尾関学校に改称。
- 1889年（明治22年） - 葉栗郡大野村、極楽寺村、尾関村、河田村、前野村が合併し、瑞穂村になる。これにともない、瑞穂小学校に改称する。
- 1906年（明治39年） - 瑞穂村が浅井町に編入される。
- 1914年（大正3年） - 浅井尋常小学校（現一宮市立浅井南小学校）と合併。浅井尋常小学校大野仮教場となる。
- 1920年（大正9年） - 浅井北尋常小学校として分離独立。
- 1941年（昭和16年） - 浅井町北国民学校に改称。
- 1947年（昭和22年） - 浅井町立浅井北小学校に改称。
- 1955年（昭和30年） - 一宮市立浅井北小学校に改称。
- 1957年（昭和32年） - 校歌制定する。
- 1979年（昭和54年） - 校区の一部を一宮市立浅井中小学校に分離する。
- 1985年（昭和60年） - 現在の校舎が完成する。

## 行事
- 4月入学式
- 3月卒業式

## 通学区域
- 浅井町大野、浅井町尾関（浅井町尾関字高見の一部、浅井町尾関字長田を除く）、浅井町黒岩、浅井町河田、浅井町極楽寺[1]。

## 進学先中学校
- 一宮市立浅井中学校